# Briek Schotte
Briek Schotte, właśc. Albéric Schotte (ur. 7 września 1919 w Kanegem, zm. 4 kwietnia 2004 w Kortrijk) – belgijski kolarz szosowy i torowy, dwukrotny złoty medalista szosowych mistrzostw świata.

## Kariera
Występował w zawodowym peletonie w latach 1940-1959. W latach 1942 i 1948 wygrywał wyścig klasyczny Ronde van Vlaanderen, łącznie 8-krotnie był klasyfikowany w pierwszej trójce tego wyścigu. Dwukrotnie też wygrywał wyścig Gandawa-Wevelgem (1950, 1955) i Paryż-Bruksela (1946, 1952), ponadto wygrywając także Paryż-Tours w latach 1946-47, Nokere Koerse w 1945 roku, Paryż-Bruksela w latach 1946 i 1952, Tour de Luxembourg w 1946 roku, Dwars door Vlaanderen w latach 1953 i 1955, a w 1955 roku był również najlepszy w Grote Scheldeprijs. Czterokrotnie startował w Tour de France, wygrywając jeden etap w 1947 roku (pierwszej edycji powojennej). W klasyfikacji generalnej najlepszy wynik osiągnął w 1948 roku, kiedy był drugi za Włochem Gino Bartalim. W 1951 roku wystartował w Giro d’Italia, ale nie ukończył rywalizacji.
Pierwszy medal na arenie międzynarodowej wywalczył w 1948 roku, kiedy zwyciężył w wyścigu ze startu wspólnego podczas szosowych mistrzostw świata w Valkenburgu. W zawodach tych wyprzedził bezpośrednio dwóch Francuzów: Apo Lazaridèsa i Luciena Teisseire’a. Na rozgrywanych dwa lata później mistrzostwach świata w Moorslede ponownie był najlepszy. Tym razem wyprzedził Holendra Theofiela Middelkampa oraz Szwajcara Ferdiego Küblera. Był też czwarty w tej samej konkurencji na mistrzostwach świata w Kopenhadze w 1949 roku, gdzie walkę o podium przegrał z Włochem Fausto Coppim. Nigdy nie wystąpił na igrzyskach olimpijskich. Startował także na torze, ale bez większych sukcesów.
Po zakończeniu kariery sportowej pozostał przy kolarstwie jako dyrektor sportowy i menedżer grup zawodowych. Zmarł w dniu rozgrywania kolejnej edycji wyścigu Dookoła Flandrii.